# Организация оборонных исследований и разработок
Организация оборонных исследований и разработок (хинди रक्षा अनुसन्धान एवं विकास सङ्गठन, англ. Defence Research and Development Organisation, сокращённо: DRDO) — орган государственной власти Индии, отвечающий за развитие технологий в военных целях и находящийся в подчинении Министерства обороны Индии. Целью DRDO является содействие процветанию Индии путем становления науки и техники мирового класса, создания основ самообеспеченности в области критических военных технологий и обеспечения решающего преимущества в техническом оснащении национальных Вооруженных сил.

## История
Организация DRDO была сформирована в 1958 году из объединения функционировавших на тот момент Ведомства технологического развития индийской армии, Управления технического развития и производства и Организации оборонных наук. На момент создания DRDO было небольшой организацией с 10 подведомственными научными учреждениями и лабораториями. В течение последующих лет она значительно выросла по направлениям научных исследований, количеству лабораторий и технических достижений.

## Адрес
- MetCalfe House, Дели - 110054
- Телефон: 011-23902486
- Электронная почта (E-Mail): director@desidoc.drdo.in
- https://web.archive.org/web/20181113094329/https://drdo.nic.in/

## Руководство
Директор:
- Dr Vijay Kumar Saraswat, SA to RM, Secretary, Defence R&D — д-р Виджай Кумар Сарасват, научный советник Министра обороны, секретарь по оборонным НИОКР (с 01.09.2009 г.)

Главные контролеры НИОКР (Chief Controller Research and Development — CC R&D):
- Dr A Sivathanu Pillai, DS & CC R&D,CEO BRAHMOS — д-р А.Сиватхану Пиллей, DS & CC R&D, исполнительный директор компании БраМос
- Dr Prahlada, DS & CC R&D (Ae & SI) — д-р Пралада, DS & CC R&D (Ae & SI)
- Dr W Selvamurthy, DS & CC R&D (LS)
- Shri G Elangovan, DS & CC R&D (R&M)
- Shri S Sundaresh, DS & CC R&D (ACE)
- Dr K Sekhar, CC R&D (MS & LIC) — д-р К.Секхар (Ракетные системы и Конфликты малой интенсивности)
- Dr J Narayana Das, CC R&D (NS M & HR)
- Dr R Sreehari Rao CC R&D (ECS)
- Dr. KD Nayak, CC R&D (MED & MIST)
- Dr SK Vasudeva, CC R&D (SS)

## Организации и лаборатории
В настоящее время научно-техническую базу DRDO составляет сеть из 52 лабораторий, которые активно участвуют в разработке технологий из таких областей, как авиация, системы вооружения, электроника, компьютерные науки, науки о жизни, материалы, ракетная техника, военно-морские исследования. В программах организации участвуют более 5000 ученых и около 25 000 человек научного, технического и вспомогательного персонала. В структуру организации также входят 3 института подготовки и переподготовки кадров и 2 испытательных полигона, в том числе:
- Aeronautical Development Establishment (ADE), г. Бангалор — Организация авиационных разработок
- Advanced Numerical Research & Analysis Group (ANURAG), г. Хайдерабад
- Aerial Delivery Research & Development Establishment (ADRDE), г. Агра
- Armament Research & Development Establishment (ARDE), г. Пуна
- Center for Artificial Intelligence & Robotics (CAIR]), г. Бангалор
- Center for Fire,Explosive and Environment Safety (CFEES)
- Center for Military Airworthiness & Certification (CEMILAC), г. Бангалор
- Centre for Air Borne Systems (CABS), г. Бангалор — Центр по системам авиационного базирования
- Combat Vehicles Research & Development Estt. (CVRDE), г. Ченнаи
- Defence Agricultural Research Laboratory (DARL), г. Питхорагарх
- Defence Avionics Research Establishment (DARE), г. Бангалор — Организация исследований военной авионики
- Defence Bio-Engineering & Electro Medical Laboratory (DEBEL), г. Бангалор
- Defence Electronics Application Laboratory (DEAL), г. Дехрадун
- Defence Electronics Research Laboratory (DLRL), г. Хайдерабад
- Defence Food Research Laboratory (DFRL), г. Майсур
- Defence Institute of Advanced Technology (Deemed University), г. Пуна
- Defence Institute of High Altitude Research (DIHAR)
- Defence Institute of Physiology & Allied Sciences (DIPAS), г. Нью-Дели
- Defence Institute of Psychological Research (DIPR), г. Нью-Дели
- Defence Laboratory (DLJ), г. Джодхпур
- Defence Materials & Stores Research & Development Establishment (DMSRDE), г. Канпур
- Defence Metallurgical Research Laboratory (DMRL), г. Хайдерабад
- Defence Research & Development Laboratory (DRDL), г. Хайдерабад
- Defence Research & Development Establishment (DRDE), г. Гвалиор
- Defence Research Laboratory (DRL), г. Тезпур
- Defence Scientific Information & Documentation Centre (DESIDOC), г. Нью-Дели
- Defence Terrain Research Laboratory (DTRL), г. Нью-Дели
- Electronics & Radar Development Establishment (LRDE), г. Бангалор
- Gas Turbine Research Establishment (GTRE), г. Бангалор
- High Energy Materials Research Laboratory (HEMRL), г. Пуна
- Institute of Nuclear Medicine & Allied Sciences (INMAS), г. Нью-Дели
- Institute of Systems Studies & Analyses (ISSA), г. Нью-Дели
- Institute of Technology Management (ITM), Mussorie
- Instruments Research & Development Establishment (IRDE), г. Дехрадун
- Integrated Test Range (ITR), г. Баласор
- Laser Science & Technology Centre (LASTEC), г. Нью-Дели — Центр лазерных наук и технологий
- Microwave Tube Research & Development Center (MTRDC), г. Бангалор
- Naval Materials Research Laboratory (NMRL), г. Амбернатх (англ.)
- Naval Physical & Ocenographic Laboratory (NPOL), г. Коччи
- Naval Science & Technological Laboratory (NSTL), г. Вишакхапатнам
- Proof & Experimental Establishment (PXE), г. Баласор
- Research & Development Establishment (R&DE), г. Пуна
- Research Center Imarat (RCI) — Исследовательский центр Имарат, г. Хайдарабад
- Scientific Analysis Group (SAG), г. Нью-Дели
- Snow & Avalanche Study Estt (SASE), г. Чандигарх
- Solid State Physics Laboratory (SSPL), г. Нью-Дели
- Terminal Ballistics Research Laboratory (TBRL), г. Чандигарх
- Vehicle Research & Development Establishment (VRDE), г. Ахмеднагар